# Turneul celor Șase Națiuni din 2020
Turneul celor Șase Națiuni din 2020 (cunoscut sub numele de Guiness Six Nations datorită sponsorului turneului, Guinness) a fost cea de a 21-a ediție a Turneului celor Șase Națiuni, campionatul anual de rugby din emisfera nordică.
La acestă ediție au participat Anglia, Franța, Irlanda, Italia, Scoția și campioana en-titre Țara Galilor. Incluzând competițiile inițiale Turneul Home Nations și Turneul celor Cinci Națiuni, aceasta a fost cea de a 126-a ediție a turneului.
Anglia a câștigat turneul pentru a 39-a oară.

## Echipe participante
| Țara         | Stadion               | Stadion    | Stadion     | Antrenor                 | Căpitan         |
| Țara         | Stadion propriu       | Capacitate | Oraș        | Antrenor                 | Căpitan         |
| ------------ | --------------------- | ---------- | ----------- | ------------------------ | --------------- |
| Anglia       | Stadionul Twickenham  | 82.000     | Londra      | Eddie Jones              | Owen Farrell    |
| Franța       | Stade de France       | 81.338     | Saint-Denis | Fabien Galthié           | Charles Ollivon |
| Irlanda      | Aviva Stadium         | 51.700     | Dublin      | Andy Farrell             | Jonathan Sexton |
| Italia       | Stadio Olimpico       | 73.261     | Roma        | Franco Smith (interimar) | Luca Bigi       |
| Scoția       | Stadionul Murrayfield | 67.144     | Edinburgh   | Gregor Townsend          | Stuart Hogg     |
| Țara Galilor | Millennium Stadium    | 74.500     | Cardiff     | Wayne Pivac              | Alun Wyn Jones  |

## Clasament
| Loc                                                                                               | Echipa       | Jocuri | Jocuri   | Jocuri  | Jocuri     | Puncte | Puncte    | Puncte    | Eseuri | Puncte bonus | Puncte clasament |
| Loc                                                                                               | Echipa       | Jucate | Victorii | Egaluri | Înfrângeri | Pentru | Împotrivă | Diferență | Eseuri | Puncte bonus | Puncte clasament |
| ------------------------------------------------------------------------------------------------- | ------------ | ------ | -------- | ------- | ---------- | ------ | --------- | --------- | ------ | ------------ | ---------------- |
| 1                                                                                                 | Anglia       | 5      | 4        | 0       | 1          | 121    | 77        | +44       | 9      | 2            | 18               |
| 2                                                                                                 | Franța       | 5      | 4        | 0       | 1          | 138    | 117       | +21       | 17     | 2            | 18               |
| 3                                                                                                 | Irlanda      | 5      | 3        | 0       | 2          | 132    | 102       | +30       | 17     | 2            | 14               |
| 4                                                                                                 | Scoția       | 5      | 3        | 0       | 2          | 77     | 59        | +18       | 7      | 2            | 14               |
| 5                                                                                                 | Țara Galilor | 5      | 1        | 0       | 4          | 119    | 98        | +21       | 10     | 4            | 8                |
| 6                                                                                                 | Italia       | 5      | 0        | 0       | 5          | 44     | 178       | -134      | 6      | 0            | 0                |
| Sursa: 6 Nations Table Arhivat în 25 ianuarie 2018, la Wayback Machine. (accesat 14 aprilie 2020) |              |        |          |         |            |        |           |           |        |              |                  |

## Meciuri

### Etapa 1
| 1 februarie 2020 | Țara Galilor | 42 - 0  | Italia | Millennium Stadium, Cardiff |
| 1 februarie 2020 | Irlanda      | 19 – 12 | Scoția | Aviva Stadium, Dublin       |
| 2 februarie 2020 | Franța       | 24 – 17 | Anglia | Stade de France, Paris      |

### Etapa a 2-a
| 8 februarie 2020 | Irlanda | 24 - 14 | Țara Galilor | Aviva Stadium, Dublin            |
| 8 februarie 2020 | Scoția  | 6 – 13  | Anglia       | Stadionul Murrayfield, Edinburgh |
| 9 februarie 2020 | Franța  | 35 – 22 | Italia       | Stade de France, Paris           |

### Etapa a 3-a
| 22 februarie 2020 | Italia       | 0 – 17  | Scoția  | Stadio Olimpico, Roma        |
| 22 februarie 2020 | Țara Galilor | 23 – 27 | Franța  | Millennium Stadium, Cardiff  |
| 23 februarie 2020 | Anglia       | 24 – 12 | Irlanda | Stadionul Twickenham, Londra |

### Etapa a 4-a
| 24 octombrie 2020 | Irlanda | 50 – 17 | Italia       | Aviva Stadium, Dublin            |
| 7 martie 2020     | Anglia  | 33 – 30 | Țara Galilor | Stadionul Twickenham, Londra     |
| 8 martie 2020     | Scoția  | 28 – 17 | Franța       | Stadionul Murrayfield, Edinburgh |

### Etapa a 5-a
| 31 octombrie 2020 | Țara Galilor | 10 – 14 | Scoția  | Millennium Stadium, Cardiff |
| 31 octombrie 2020 | Franța       | 35 – 27 | Irlanda | Stade de France, Paris      |
| 31 octombrie 2020 | Italia       | 5 – 34  | Anglia  | Stadio Olimpico, Roma       |